# Atentado de la estación San Pedro
El atentado de la estación San Pedro fue un atentado terrorista realizado por el Partido Comunista del Perú-Sendero Luminoso el 25 de junio de 1986 consistente en la detonación de explosivos en la estación de tren San Pedro de la ciudad del Cuzco. El atentado fue realizado en respuesta a la supresión del motín de El Frontón.[cita requerida]

## Acontecimientos
El 25 de junio de 1986, en la ciudad del Cusco, a las 8 de la mañana un tren estaba por salir de la estación San Pedro de Cusco hacia Machu Picchu. El tren tenía 8 vagones y llevaba alrededor de 500 pasajeros. En ese momento, un explosivo que se encontraba en uno de los vagones estalló matando a 8 pasajeros (7 de los cuales eran extranjeros) y dejando heridos a más de 40. De los fallecidos, 4 murieron instantáneamente.